# 中根久美子
中根久美子（日语：／ Nakane Kumiko，8月18日—），日本女性配音員。出身於福島縣。身高148cm。O型血。

## 經歷
Pro-Fit聲優養成所畢業。2022年4月1日因Pro-Fit於前一天3月底結束經營，現在是Raccoon Dog所屬。

## 人物
擅長方言：岩城方言。興趣：登山、抱石、蹦床。特長：動物的聲音模仿。

## 演出
粗體字表示主要角色。

### 電視動畫
2007年
- 快樂小兔幸運草（勇太的媽媽、山豬、鹿奶奶、山羊）

2008年
- 野良耳（日语：のらみみ）（的妻子）

2009年
- 奇奇的異想世界 新的家（狐狸）

2010年
- 神隱之狼（摘花鈴鹿）
- 祝福的鐘聲（老奶奶）
- 麵包超人（まいたけちゃん）
- B型H系（小須田崇的母親、市原小姐、中年女性）

2011年
- 銀魂'（女房、女將、滑雪客）
- DOG DAYS（女廚師A、女主廚、廚師、老廚師）
- Persona4 the ANIMATION（老奶奶）
- 魔劍姬！（女學生）
- 魔乳秘劍帖（鎮上女孩B）

2012年
- DOG DAYS'（廚師、老廚師）
- 妖狐×僕SS（女性1、女性教師、福利社阿姨、女中頭）
- 就算是哥哥，有愛就沒問題了，對吧（男子B、烏鴉）
- 坂道上的阿波羅（西見伯母的顧客）
- 人類衰退之後（ツギハギさん、妖精、教師）
- 只要妳說妳愛我。（教師）
- 零之使魔F（老婆）
- 戰姬絕唱SYMPHOGEAR（擔任教師、主持人）
- Muv-Luv Alternative Total Eclipse（女性士官）
- 出包王女DARKNESS（女學生）

2013年
- 雖然是玻璃假面（北島真夜、月影千草[7]）
- 伽利略少女（羅伯托的母親）
- 初音島III
- DIABOLIK LOVERS（廣播）
- DEVIL SURVIVOR2 the ANIMATION（民間人士B、朱雀、札幌接線員B）
- 斷裁分離的罪惡之剪（女性顧客）
- Walkure Romanze 少女騎士物語（家庭教師）

2014年
- Persona4 the Golden ANIMATION（老奶奶）
- M3 ～黑色鋼鐵～（阿姨A、村人）
- 最近，妹妹的樣子有點怪？（數學老師）
- JoJo的奇妙冒險 星塵鬥士（CA1、護士）
- 人生諮詢電視動畫「人生」（飼主）
- 噬血狂襲（侍女）
- 刀劍神域II（接待人員）
- 信長協奏曲
- HAMATORA -超能偵探社-（女僕長、記者）
- 魔術快斗
- LoveLive！ 第2期（松鼠）
- 三坪房間的侵略者!?（奶奶）

2015年
- 戰姬絕唱SYMPHOGEAR GX（老師）
- JoJo的奇妙冒險 星塵鬥士（護士A）
- 亂步奇譚 Game of Laplace（圍觀者D）
- WASIMO（日语：WASIMO）（秀子、女人、奶奶、鄰居）

2016年
- 思念的碎片（教練）
- 灰與幻想的格林姆迦爾（古衣鋪店主）
- 少年女僕（咒殺的幽靈）
- 槍彈辯駁3 -The End of 希望峰學園- 絶望編（吉娃娃、廣播）
- 只有我不存在的城市（片桐愛梨的母親）
- 魔奇少年 辛巴達的冒險（嬰兒、阿姨）

2017年
- ALL OUT!!（長田的妻子）
- 小林家的女僕龍（洋裝店的婆婆）
- 偶像事變（老婆婆）
- 3月的獅子（主持人）
- 3月的獅子2（女性2、主持人）
- 快盜天使BREAK（奶奶）
- 樂高旋風忍者：旋風術大師（マキアー）
- 歡迎來到實力至上主義的教室（老婆婆）
- 動作女英雄啦啦水果（蔬果店的奶奶）
- 結城友奈是勇者 -鷲尾須美之章-
- 調教咖啡廳（奶奶）

2018年
- 刀劍神域 Alicization（阿薩莉亞修女）
- 3月的獅子2（女侍、木村的阿姨）
- 多田君不戀愛（觀光客、導師）
- 皇帝聖印戰記（信者）
- 千銃士（老婆婆）
- 前進吧！登山少女 Third Season（女客、觀音寺的貓）

2019年
- 戰姬絕唱SYMPHOGEAR XV（老師）
- 天使降臨到我身邊！（大學老師）
- B-PROJECT ～鼓動＊Ambitious～（母親）

2020年
- No Guns Life（店主、接待人員）
- 半妖的夜叉姬（老人、村人、老婆婆）

2021年
- 半妖的夜叉姬 貳之章（姐、高丸）
- 轉生成蜘蛛又怎樣！
- 如果這叫愛情感覺會很噁心（女性店員、奶奶）
- 魔法科高中的優等生（艾米的奶奶）
- 歌劇少女！！（主持人、女性）
- 國王排名（旅人、奶、照顧人、女性）
- 大正處女御伽話（女性顧客、護士、受災民眾）

2022年
- ORIENT 東方少年（真知子老師、櫻木梅、老婆婆、女性）
- 東京24區（暈、櫻木梅）
- 終末的後宮（阿姨）
- 怪人開發部的黑井津小姐（真知子）
- 組長女兒與保姆
- 秋葉原冥途戰爭（愛美的部下）
- 書蟲公主（賽爾瑪）

2023年
- 不當哥哥了！（澡堂前台、女招待）
- 放學後失眠的你（老師）
- AYAKA -綾島奇譚-（居民E）
- 破滅的王國（貴女情報收集班）
- 米奇與達利 惡童物語（村人B）

2024年
- 最強肉盾的迷宮攻略～擁有稀少技能體力9999的肉盾，被勇者隊伍辭退了～（吉吉婆）
- 星際莊的戀愛日記（實習的老師、祭客、媽媽）
- 單人房、日照一般、附天使。（老婆婆）
- 轉生貴族憑鑑定技能扭轉人生～繼承弱小領土後，招募優秀人才打造最強領土～（阿姨B）
- 深夜Punch （母親）
- 擅長逃跑的殿下

2025年
- 在沖繩喜歡上的女孩方言講得太過令人困擾（比嘉）
- 妖怪學校的菜鳥老師！（泥田媽媽）

### 電影動畫
2013年
- 雖然是玻璃假面 THE MOVIE 女間諜之戀！紫玫瑰是危險的香味!?（北島真夜、月影千草[8]）

2015年
- 怪物的孩子

2017年
- 結城友奈是勇者 -鷲尾須美之章- 第1章「朋友」
  - 結城友奈是勇者社所屬 第1話（羽球社社員2）
- 結城友奈是勇者 -鷲尾須美之章 第2章「靈魂」
  - 結城友奈是勇者社所屬 第2話（老婆婆）
- 結城友奈是勇者 -鷲尾須美之章 第3章「約定」

2018年
- 劇場版 吸血鬼僕人 -Alice in the Garden-（山根）

### OVA
- 祝福的鐘聲OVA（2011年，阿姨）
- 魔奇少年 辛巴達的冒險（2014年，阿姨）[注 1]

### 遊戲
- drastic Killer（日语：drastic Killer）（2008年）
- 魔女與百騎兵（2013年，瓦蓮婷[9]）
- Diablo3（2014年，瑪格達）
- 刀劍神域 -Lost Song-（2015年）
- EPHEMERAL -FANTASY ON DARK-（2018年，尤莉亞[10]）
- 鬼滅之刃 火之神血風譚（2021年）

### 廣播劇
- VOMIC 惡魔在身邊（日语：悪魔で候）（渡邊菜都香）

### 廣播劇CD
- 小書痴的下剋上：為了成為圖書管理員不擇手段！
  - 廣播劇CD（黎希達[11]）
  - 廣播劇CD2（黎希達[12]）

### 外語配音

#### 電影
- 鐵窗心聲（珊卓拉、艾比、蒂娜）
- 捍衛領航員（英语：Airspeed (film)）（妮可·史東〈伊麗莎·庫斯伯特〉）
- 下雪的聖誕節（幼年時期的聖熙、業務員、男孩子1）
- Killing Moon（德语：Killing Moon）（泰瑞·山德斯〈娜塔莉·拉德福德（英语：Natalie Radford）〉）
- 螞蟻的襲擊（英语：Legion of Fire: Killer Ants!）（查德·克羅伊〈傑瑞米·福利（英语：Jeremy Foley (actor)）〉）
- MY HERO（玹、女孩子、女服務生）
- Opera Ball（加布里埃拉）
- 強姦2：制服誘惑（英语：Raped by an Angel 2: The Uniform Fan）（岳波旺）
- 全力反擊（英语：Resistance (2003 film)）（蘿瑞塔、派珀）
- 第二次內戰（英语：The Second Civil War）（卡洛琳）
- 流氓差婆（印的女友、女警、年輕女顧客）
- 屎蛋兩頭燒（英语：Two Hands (1999 film)）（海倫）

#### 電視影集
- 超感8人組（穗珍）

### 旁白
- NHK視頻 小學5年級 社會（全10卷）
- JAL試映教育用VP
- JR西日本 700系E編成新幹線CAI
- 東京都交通局 補助回路CAI

## 腳註

## 外部連結
- 中根久美子｜Raccoon Dog （页面存档备份，存于） （日語）
- （日語）—中根久美子的官方個人部落格。